# Кубок Словаччини з футболу 1999—2000
Кубок Словаччини з футболу 1999–2000 — 7-й розіграш кубкового футбольного турніру в Словаччині. Титул вдруге здобув Інтер (Братислава).

## Календар
| Раунд            | Дата                   | Матчі | Клуби   |
| ---------------- | ---------------------- | ----- | ------- |
| Попередній раунд | 25 липня/4 серпня 1999 | 12    | 38 → 32 |
| 1/16 фіналу      | 21-22 вересня 1999     | 16    | 32 → 16 |
| 1/8 фіналу       | 12 жовтня 1999         | 8     | 16 → 8  |
| 1/4 фіналу       | 26 жовтня 1999         | 4     | 8 → 4   |
| 1/2 фіналу       | 4/18 квітня 2000       | 4     | 4 → 2   |
| Фінал            | 8 травня 2000          | 1     | 2 → 1   |

## 1/16 фіналу
| Команда 1                    | Рахунок      | Команда 2                   |
| ---------------------------- | ------------ | --------------------------- |
| 21 вересня 1999              |              |                             |
| Інтер-2 (Братислава) (2)     | 1:4          | Оцета Дукла Тренчин         |
| Слован (Левіце) (2)          | 1:2          | Нітра                       |
| Девін (2)                    | 2:2 пен. 5:6 | Коба (Сенець)               |
| Нове Замки (2)               | 1:1 пен. 6:7 | Артмедія                    |
| Матадор (Пухов) (2)          | 3:2          | Слован (Братислава)         |
| Новаки (2)                   | 6:0          | Жиліна                      |
| Стіл Транс (Личартовце) (2)  | 5:1          | Банік (Прєвідза)            |
| Турня-над-Бодвоу (3)         | 0:1          | Гуменне                     |
| Подберезова (2)              | 2:2 пен. 4:5 | Дубниця                     |
| Бардіїв (2)                  | 0:4          | Кошице                      |
| 22 вересня 1999              |              |                             |
| Слован Дусло (Шаля) (2)      | 0:2          | Інтер (Братислава)          |
| Слован-2 (Братислава) (2)    | 1:2          | Спартак (Трнава)            |
| П'єштяни (2)                 | -:+          | ДАК 1904 (Дунайська Стреда) |
| Тауріс (Рімавска Собота) (2) | 0:1          | Дукла                       |
| Петрохема (Дубова) (3)       | 1:5          | Ружомберок                  |
| Локомотив (Кошице) (2)       | 1:1 пен. 1:3 | Татран (Пряшів)             |

## 1/8 фіналу
| Команда 1                   | Рахунок      | Команда 2           |
| --------------------------- | ------------ | ------------------- |
| 12 жовтня 1999              |              |                     |
| Коба (Сенець)               | 2:0          | Ружомберок          |
| Стіл Транс (Личартовце) (2) | 0:1          | Артмедія            |
| Татран (Пряшів)             | 0:2          | Інтер (Братислава)  |
| ДАК 1904 (Дунайська Стреда) | 4:0          | Гуменне             |
| Кошице                      | 3:1          | Оцета Дукла Тренчин |
| Дубниця                     | 1:2          | Новаки (2)          |
| Нітра                       | 1:1 пен. 6:7 | Дукла               |
| Спартак (Трнава)            | 2:0          | Матадор (Пухов) (2) |

## 1/4 фіналу
| Команда 1                   | Рахунок | Команда 2          |
| --------------------------- | ------- | ------------------ |
| 26 жовтня 1999              |         |                    |
| Артмедія                    | 1:2     | Кошице             |
| Новаки (2)                  | 2:4     | Інтер (Братислава) |
| ДАК 1904 (Дунайська Стреда) | 1:2     | Дукла              |
| Спартак (Трнава)            | 3:1     | Коба (Сенець)      |

## 1/2 фіналу
| Команда 1        | Заг. | Команда 2          | 1-й матч | 2-й матч |
| ---------------- | ---- | ------------------ | -------- | -------- |
| 4/18 квітня 2000 |      |                    |          |          |
| Спартак (Трнава) | 1:3  | Інтер (Братислава) | 0:1      | 1:2      |
| Дукла            | 1:2  | Кошице             | 1:1      | 0:1      |

## Фінал
| 8 травня 2000 |

| Інтер (Братислава) | 1:1 дч   | Кошице    |
| ------------------ | -------- | --------- |
| Немет 38'          | Протокол | Козак 50' |

| Татран, Пряшів Глядачів: 3 150 Арбітр: Ладіслав Гадоші |

|  |     | Пенальті |
|  | 4:2 |          |